# Defender 2000
Defender 2000 — игра для приставки Atari Jaguar, разработанная Джеффом Минтером и выпущенная Atari в 1996 году.

## Игровой процесс
Игра является ремейком классической игры Defender и включает портированную версию исходной игры, а также её обновлённые версии: Defender Plus и Defender 2000.
Игровое поле может прокручиваться влево и вправо (в Defender 2000 — ещё и вверх и вниз). В игровую зону постоянно прибывают корабли пришельцев. Они спускаются на поверхность планеты, забирая с неё «гуманоидов». Задачей игрока является уничтожение пришельцев и спасение гуманоидов.
Версия Defender Plus отличается от оригинала в основном психоделической графикой. Версия Defender 2000 добавляет вертикальную прокрутку игрового поля, усиление оружия, бонусные уровни, улучшенную графику и высокоскоростной игровой процесс.

## Восприятие
Обозреватель Electric Playground высоко оценил музыкальное оформление игры, а также порт «классической версии» (который он счёл превзошедшим оригинал); среди недостатков игры он назвал не очень отзывчивое управление, слишком высокую скорость игры и большие размеры корабля в версии Defender 2000, которые сделали игру слишком сложной.

## Серия
Является частью серии игр Defender:
- 1980 — Defender
- 1981 — Stargate
- 1990 — Defender II (Amiga, Atari ST)
- 1991 — Strike Force
- 1996 — Defender 2000 (Jaguar)